# Paradox van Condorcet
De paradox van Condorcet (ook bekend als de stemparadox) is een paradox van de Franse filosoof Nicolas de Condorcet geformuleerd aan het einde van de 18e eeuw. De paradox duidt een situatie aan bij een stemming waarbij er geen manier bestaat om met de individuele voorkeuren een collectieve uitkomst te bepalen. Stel dat we drie kandidaten hebben (A, B en C) en drie kiezers die de volgende voorkeuren hebben voor de kandidaten (de kandidaten staan in aflopende volgorde, i.e. degene waar het meest de voorkeur naar uitgaat als eerste):
- Stemmer 1: A B C
- Stemmer 2: B C A
- Stemmer 3: C A B

Als C wordt gekozen als winnaar dan kan men beargumenteren dat B zou moeten winnen aangezien twee stemmers (1 en 2) B verkiezen boven C en slechts een stemmer (3) verkiest C boven B. Met dezelfde redenering zou A verkozen moeten worden boven B en C boven A, met een stand van twee tegen een in beide gevallen. Er kan geen meerderheid verkregen worden om een winnaar te bepalen.
Als een stemming wordt gehouden met deze drie stemmers dan zou niemand kunnen winnen door een meerderheid van de stemmen te behalen aangezien het zou resulteren in een gelijkstand waarbij elke kandidaat een stem zou krijgen. De paradox illustreert dat de persoon die zijn keuze aanpast in feite de stemming kan beslissen. Als bijvoorbeeld stemmer 1 en 2 stemmen op hun voorkeurskandidaat (respectievelijk A en B) en als stemmer 3 bereid is zijn stem te laten vallen voor C dan kan stemmer 3 kiezen tussen A en B en geheel zelf de stemming beslissen.